# Leucophora siphonina
Leucophora siphonina är en tvåvingeart som först beskrevs av Jacques-Marie-Frangile Bigot 1883.  Leucophora siphonina ingår i släktet Leucophora och familjen blomsterflugor. Inga underarter finns listade i Catalogue of Life.